# هایت ام. گیبس
 هایت ام گیبس (انگلیسی: Hyatt M. Gibbs؛ زاده ۶ اوت ۱۹۳۸ درگذشته ۳ سپتامبر ۲۰۱۲) یک فیزیک‌دان اهل ایالات متحده آمریکا بود. 